# Hosni Moubarak
« Moubarak » redirige ici. Pour les autres significations, voir Moubarak (homonymie).
« Moubarak » redirige ici. Pour l’article homophone, voir Moubarac.
Hosni Moubarak, parfois orthographié Hosni Mubarak (en arabe: حسني مبارك), de son nom complet Mohammed Hosni Moubarak (en arabe : محمد حسني السيد مبارك), transcrit traditionnellement Muhammad Hosnī Sayyid Selaaem Mubārak, né le 4 mai 1928 à Kafr-el-Meselha et mort le 25 février 2020 au Caire, est un homme d'État égyptien, président de la république arabe d'Égypte du 14 octobre 1981 au 11 février 2011.
Vice-président de la république arabe d'Égypte au moment de l'assassinat d'Anouar el-Sadate, en 1981, il lui succède après la tenue d'une élection. Il est ensuite constamment réélu et se voit fréquemment qualifié de dictateur. Lors de la révolution égyptienne de 2011, il est poussé à la démission.
Emprisonné et condamné par la justice égyptienne après son départ du pouvoir, il est libéré en 2017 après avoir terminé de purger sa dernière peine de prison. Il meurt neuf ans après la fin de sa présidence.

## Jeunesse

### Carrière militaire

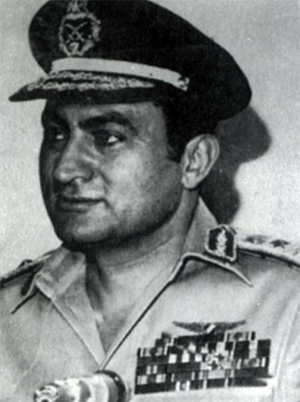
Le général Hosni Moubarak en 1973.

Mohammed Hosni Saïd Moubarak est né le 4 mai 1928 dans une localité du delta du Nil à Kafr-el-Meselha (gouvernorat de Menufeya). Après le lycée, il entre à l'Académie militaire égyptienne où il obtient un diplôme en sciences.
En 1950, il entre à l'Académie de l'Armée de l'air égyptienne où il obtient un diplôme en sciences de l'aviation, terminant major de sa promotion. Il progresse ensuite régulièrement dans la hiérarchie, en occupant d'abord un poste de pilote tout d'abord sur Spitfire puis, successivement, les postes d'instructeur, de chef d'escadrille et enfin de commandant de base.
Officier de l’aviation égyptienne sous la présidence de Gamal Abdel Nasser, Hosni Moubarak avait participé aux côtés de l’armée algérienne à la guerre des Sables, conflit frontalier entre le Maroc et l'Algérie en 1963. Capturé par l’armée marocaine, Moubarak a été livré à Nasser en 1964 par Hassan II, lors du sommet arabe tenu au Caire en janvier 1964.
En 1964, il est nommé à la tête de la délégation de l'armée égyptienne en URSS où il parfait sa formation, par deux fois. Sur la base de Qant, à proximité de Bichkek (Kirghizistan), il vole sur les bombardiers Iliouchine Il-28 et Tupolev Tu-16,.
En 1970, il est nommé Air chief marshal.
De 1967 à 1972, lors de la guerre d'usure entre l'Égypte et Israël, Moubarak est directeur de l'Académie de l'armée d'Akhenchour et responsable du personnel de l'armée de l'air dont il devient le commandant en 1972, en même temps que ministre des Affaires militaires.

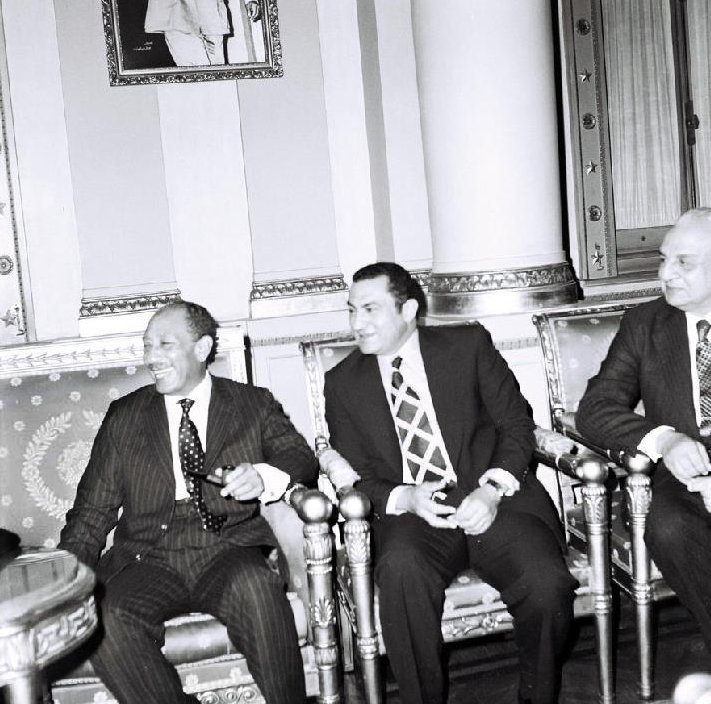
Hosni Moubarak avec le président Anouar el-Sadate au siège du Parlement de l'Égypte (1977).

### Vice-présidence
En octobre 1973, à la suite de la guerre du Kippour, il est à nouveau promu. En avril 1975, il devient vice-président de la République et, en 1978, il est choisi comme vice-président du Parti national démocratique (PND).

## Président de la République

### Élection de 1981

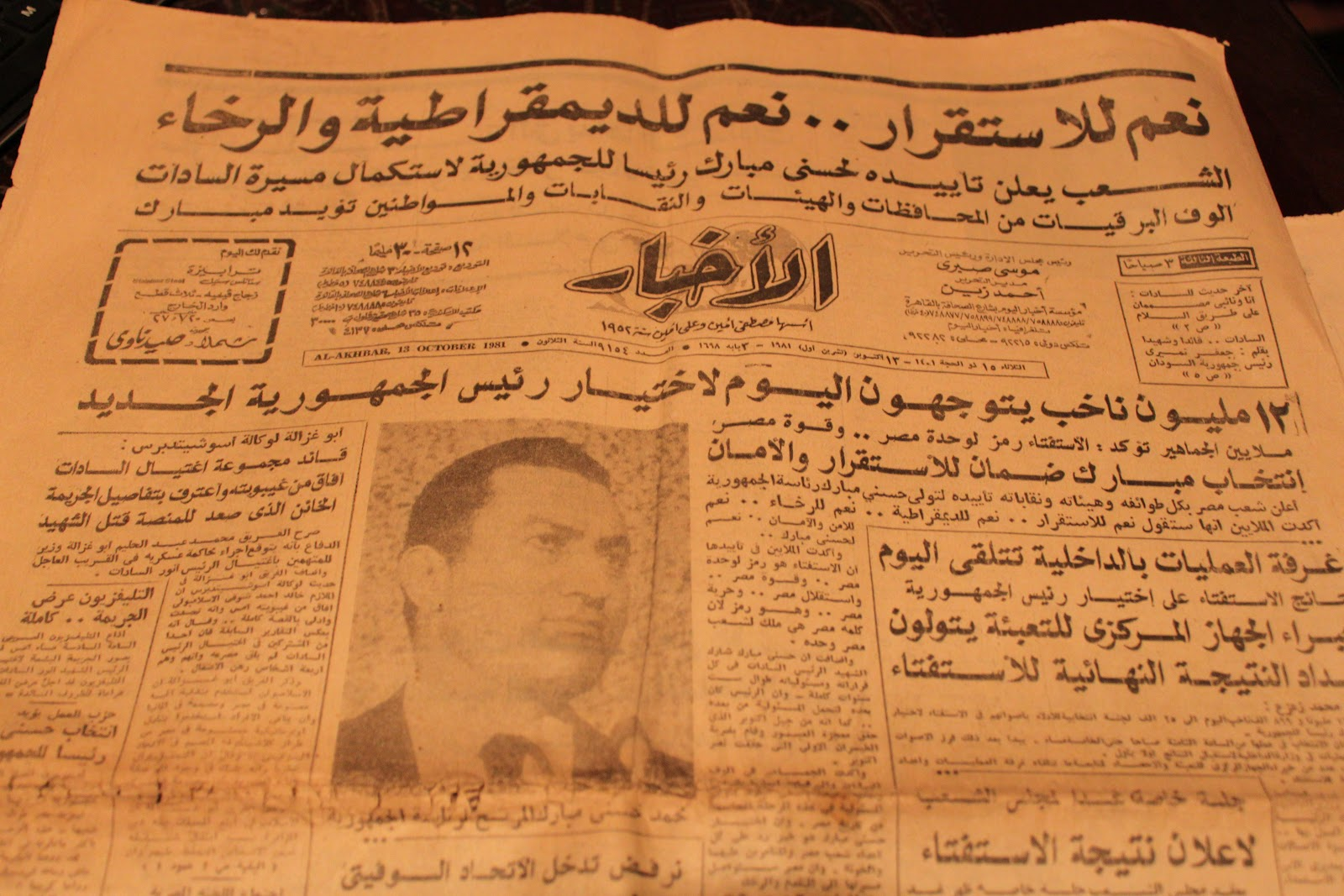
Une dAkhbar au sujet de la présidentielle de 1981.

À la suite de l'assassinat d'Anouar el-Sadate, Hosni Moubarak est élu président de la République le 13 octobre 1981, lors de l'élection présidentielle anticipée, et prête serment le lendemain. Il devient également président du Parti national démocratique.
Il poursuit la politique de libéralisation de l’économie entamée par Sadate, notamment par la réduction des subventions à l'agriculture et à la consommation, et par la libéralisation des prix. En 1992, il fait annuler les dispositions régissant la location des terres. Généralement appelée « loi pour chasser les paysans de leurs terres », cette loi, combinée aux autres mesures de désengagement de l’État dans l’économie, accroît le mécontentement des populations rurales pauvres, en particulier en Haute-Égypte.

### Réélections entre 1987 et 1999

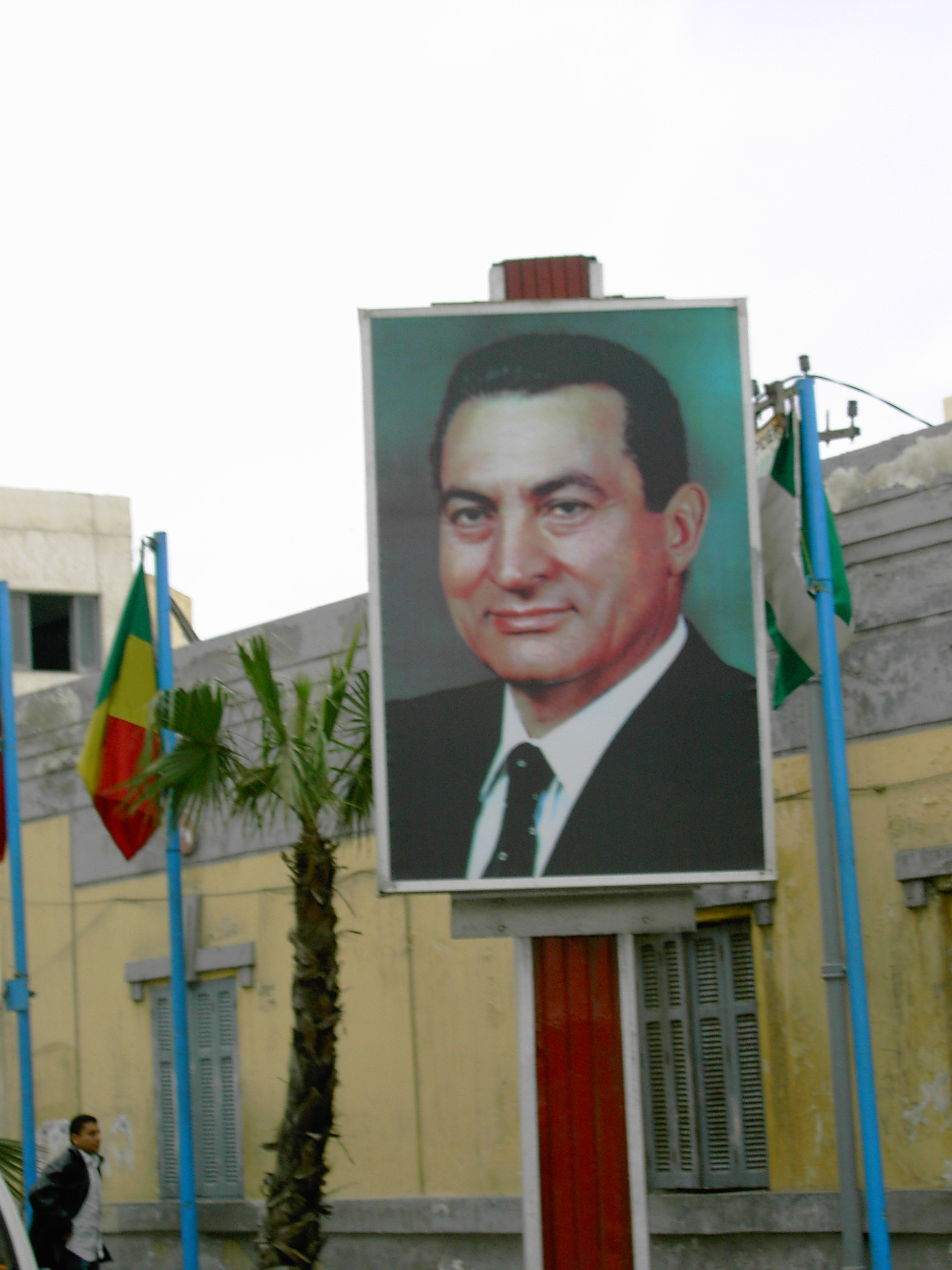
Portrait de Moubarak lors de sa campagne électorale de 2005.

Moubarak est réélu successivement en 1987, 1993 et 1999. Ses scores de réélection sont souvent supérieurs à 80 %. La validité de ces élections est discutable, sachant qu'aucun autre concurrent ne s'est présenté, de peur de représailles. Elles entérinent ainsi le régime de parti unique et, de ce fait, le président Moubarak est globalement considéré comme un dictateur.
L’opposition, notamment celle incarnée par le Parti communiste égyptien ou les Frères musulmans, est réprimée. L’état d’urgence est continuellement imposé, ce qui se traduit par une restriction des libertés civiles, une quasi-interdiction de rassemblement et un développement des arrestations arbitraires et des emprisonnements sans charge.
Bien que la popularité de Moubarak ait augmenté avec le temps et que son rôle de leader du monde arabe se soit solidifié dans les années 1980 et 1990, il perd graduellement le soutien populaire égyptien à partir du milieu des années 1990.
Le 26 juin 1995, il échappe à une tentative d'assassinat à Addis-Abeba en Éthiopie, revendiqué par la Gamaa al-Islamiya.
La Constitution qu'il met en place reconnaît les « principes de la charia » comme source principale de la législation.

### Quatrième et cinquième mandats

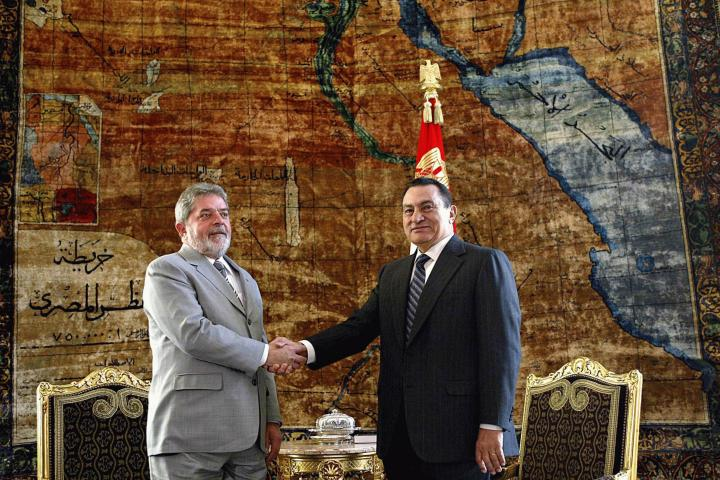
Hosni Moubarak avec Luiz Inácio Lula da Silva (Le Caire, 8 décembre 2003).

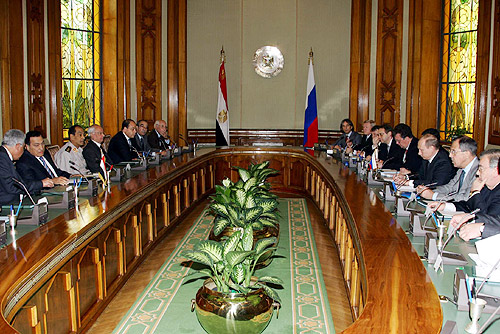
Hosni Moubarak avec le maréchal Mohamed Hussein Tantawi, Vladimir Poutine et Sergueï Lavrov (Le Caire, 27 avril 2006).

La performance économique du pays est gâchée par des dépenses gouvernementales jugées excessives et par un secteur public engorgé.[réf. nécessaire] L’armée est privilégiée par le régime, au point de constituer, selon L'Humanité, un « État dans l’État » et de contrôler de larges secteurs économiques (routes, transports, tourisme). Les dépenses sociales sont très insuffisantes : selon l’UNICEF, en 2009, 25 % des enfants de moins de 15 ans vivent dans la pauvreté.
Moubarak s'oppose à la guerre en Irak de 2003, arguant du fait que le conflit israélo-palestinien est prioritaire. L’Égypte était pourtant membre de la coalition dans la guerre du Golfe en 1991 et le corps expéditionnaire égyptien fut parmi les premiers à se rendre au Koweït pour refouler les forces irakiennes.

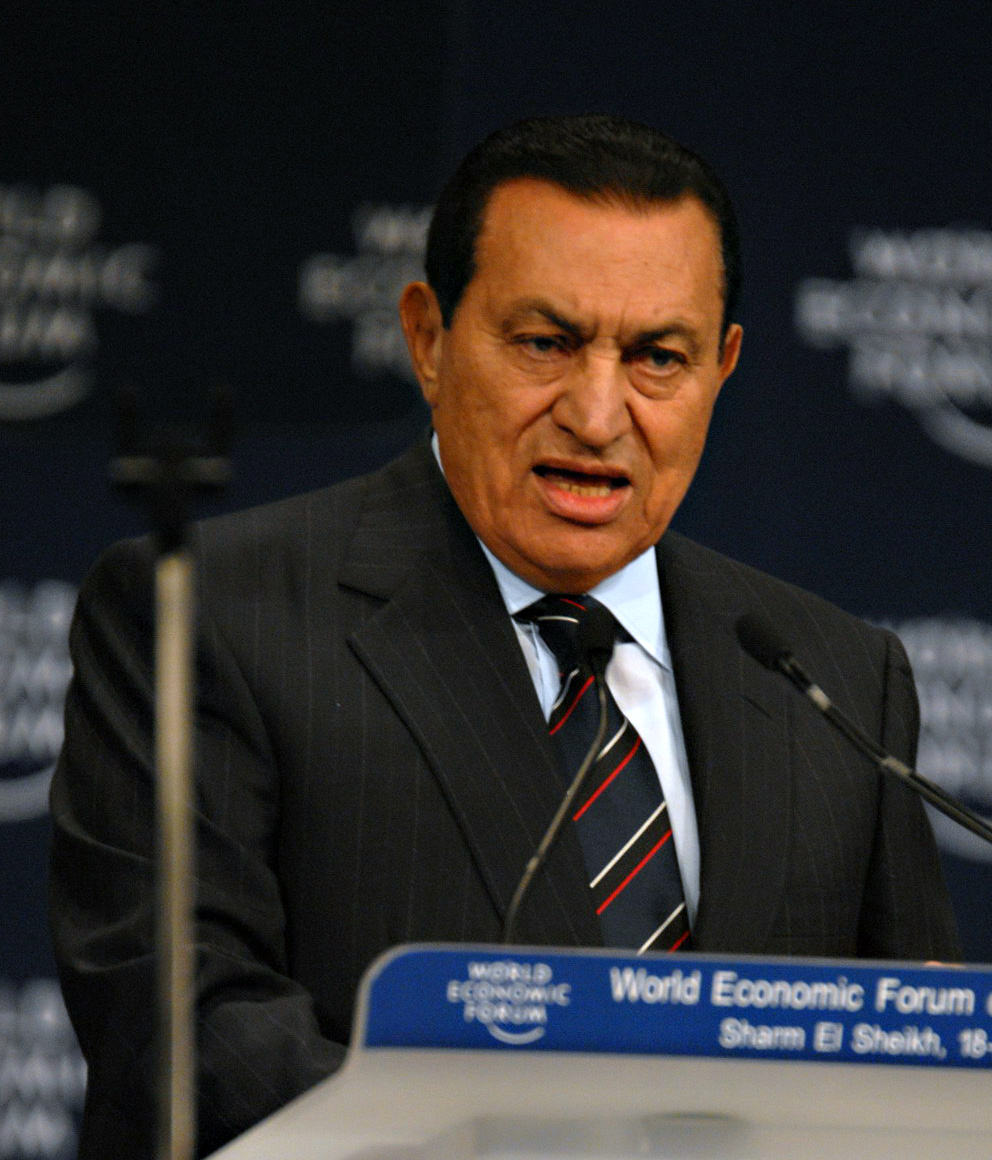
Hosni Moubarak au Forum économique mondial de 2008.

En juillet 2004, Moubarak nomme un nouveau Premier ministre et un nouveau gouvernement. Le nouveau gouvernement n'est pas perçu positivement par de nombreux Égyptiens, et les conditions économiques du pays ne s'améliorent pas.
Hosni Moubarak remporte la première élection présidentielle officiellement multipartite d'Égypte avec 88,5 % des voix, le vendredi 9 septembre 2005.
D'après Alain Gresh, Hosni Moubarak devient un pilier de la stratégie régionale des États-Unis. Selon L'Humanité, ces derniers versent à l’Égypte deux milliards de dollars par an en aide militaire et économique.

### Attitude dans le conflit israélo-palestinien
Hosni Moubarak est souvent impliqué, lors des conflits israélo-palestiniens, dans les négociations entre les deux factions. Ses positions sont généralement considérées comme pro-israéliennes. Prises de positions largement impopulaires dans le monde arabe et qui lui attirent régulièrement la condamnation de milieux religieux musulmans à l'instar de la condamnation d'une centaine d'oulémas en janvier 2009 qui le taxent d’« hérésie ».

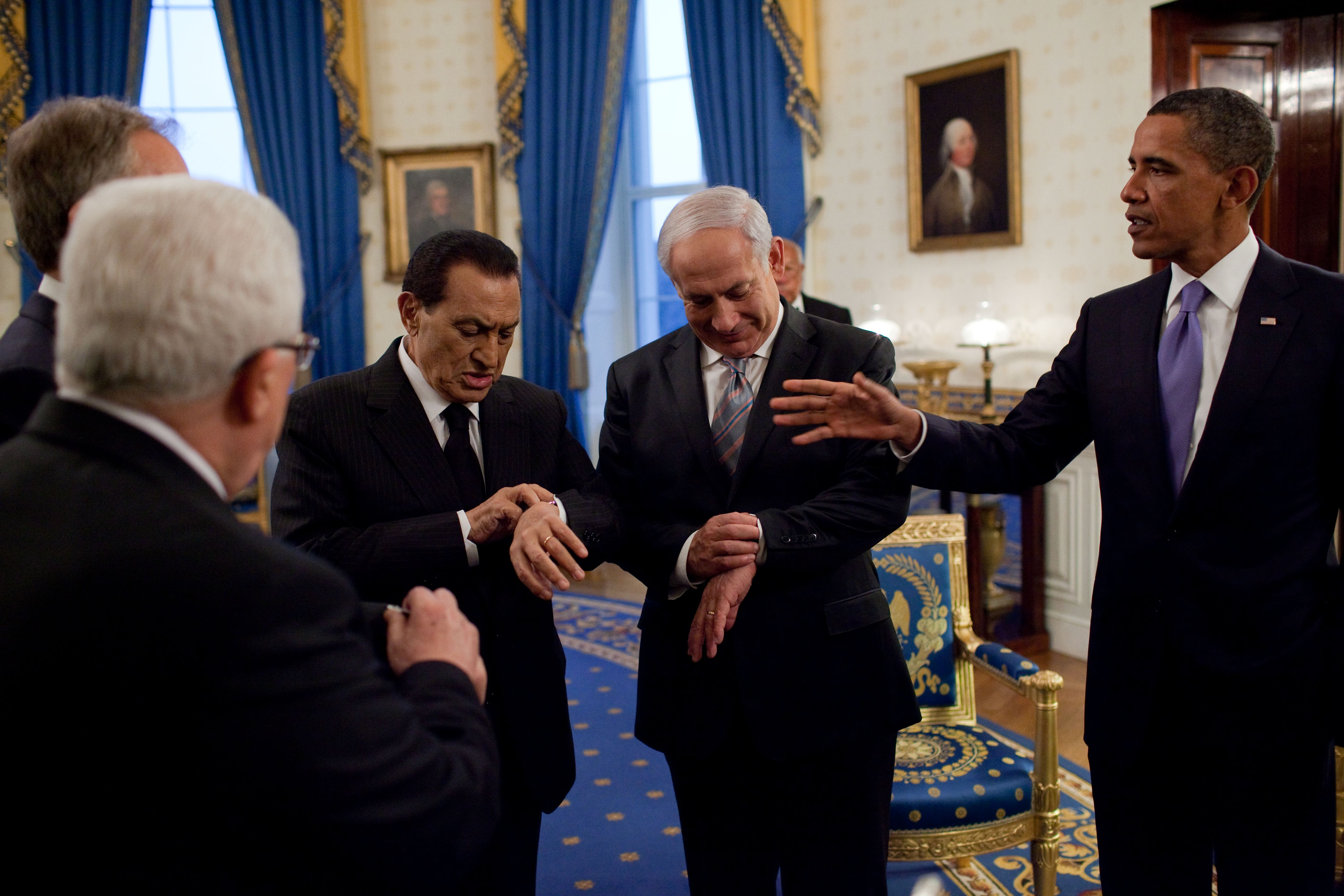
Hosni Moubarak aux côtés de Benyamin Netanyahou et Barack Obama en 2010.

Défiant envers le Hamas, qui, à la différence du Fatah, refuse de signer le plan de réconciliation interpalestinien négocié par l'Égypte, le régime égyptien entreprend, en janvier 2010, la construction d'une barrière métallique souterraine afin de réduire le flot des produits de contrebande acheminés par tunnels vers la bande de Gaza, dans ce que certains analystes décrivent comme l'un des éléments d'une opération plus vaste orchestrée de concert avec les États-Unis et Israël.
La chute de popularité de Moubarak s'accélère avec la mise en lumière de la corruption de son fils Alaa lors d'affaires de marchés publics et de privatisations[réf. nécessaire]. Vers la fin de l'année 2000, c'est son autre fils, Gamal, qui fait l'actualité en gravissant les échelons du Parti national démocratique. Gamal réussit à intégrer une nouvelle génération de libéraux dans le parti et le gouvernement. La visibilité et l'influence de Gamal devenant toujours plus importantes, des rumeurs sont apparues selon lesquelles il serait préparé à succéder à son père à la tête de l'État.

### Révolution égyptienne et renversement
Après l’attentat d'Alexandrie, dans la nuit du 31 décembre 2010 au 1er janvier 2011, son impopularité connaît un nouveau sommet, sa dictature policière se révélant incapable de protéger les citoyens. Lors des funérailles collectives des victimes de l’attentat, ses condoléances sont refusées.
Néanmoins, Hosni Moubarak est surpris par d’importantes manifestations hostiles à son pouvoir qui éclatent en Égypte à partir du 25 janvier 2011. Ces manifestations se déroulent peu après la révolution tunisienne, dont la réussite fait tomber le « mur de la peur », qui empêchait les Égyptiens de manifester, par peur de la police. Le 28 janvier 2011, il décide de limoger le gouvernement. Les manifestants jugent cette décision insuffisante, déclarant que des élections équitables doivent être mises en place, et les gouvernements occidentaux réclament plus de liberté et de réformes économiques, politiques et sociales visant à améliorer le bien-être de la population égyptienne. Le lendemain de l'annonce de la démission de son gouvernement, il désigne le général Ahmed Chafik, chef d'état-major de l'armée de l'air, au poste de Premier ministre et nomme Omar Souleiman, chef des services de renseignements, premier vice-président d'Égypte,.
Le 1er février 2011, il annonce que l'Assemblée devrait retoucher la Constitution (articles 76 et 77) de façon à limiter le nombre de mandats présidentiels tout en affirmant qu'il irait au bout de son cinquième mandat qui expire en septembre 2011, soit près de 30 ans à la tête de l'Égypte. Projetant des réformes politiques, il affirme : « Je tiens à finir ma mission ». Et encore : « C'est sur cette terre que je vais mourir ». Ce discours est bien perçu par les Égyptiens, qui ne sont informés dans la période du 30 janvier au 2 février que par la télévision d’État (Internet ayant été coupé), et le président a su faire passer une certaine émotion. Mais l’attaque des occupants de la place Tahrir, qui a lieu en même temps que la réouverture des canaux d’information alternatifs, retourne l’opinion contre lui. Les manifestations reprennent, avec encore plus d’ampleur. Les grèves se généralisent, ce qui conduit les généraux, qui craignent de perdre leurs revenus, à lui imposer une démission.
Dans un dernier discours, prononcé le 10 février 2011, il annonce son intention de conserver son poste de président de la République jusqu'à la tenue d'élections libres, ainsi que le transfert de ses pouvoirs au vice-président Omar Souleiman. Ce discours provoque la fureur des manifestants, qui projettent alors de prendre le contrôle des bâtiments officiels (télévision d’État, Parlement) et de marcher sur la présidence de la République, à Héliopolis. Les militaires lui forcent alors la main, et le nouveau vice-président annonce la démission d’Hosni Moubarak.
Le 11 février 2011, Hosni Moubarak quitte la capitale égyptienne pour s'installer à Charm el-Cheikh avec sa famille,,. Omar Souleiman annonce quelques heures plus tard que Moubarak démissionne de ses fonctions de président de la République, ce qui provoque des scènes de liesse au Caire et dans toute l'Égypte.

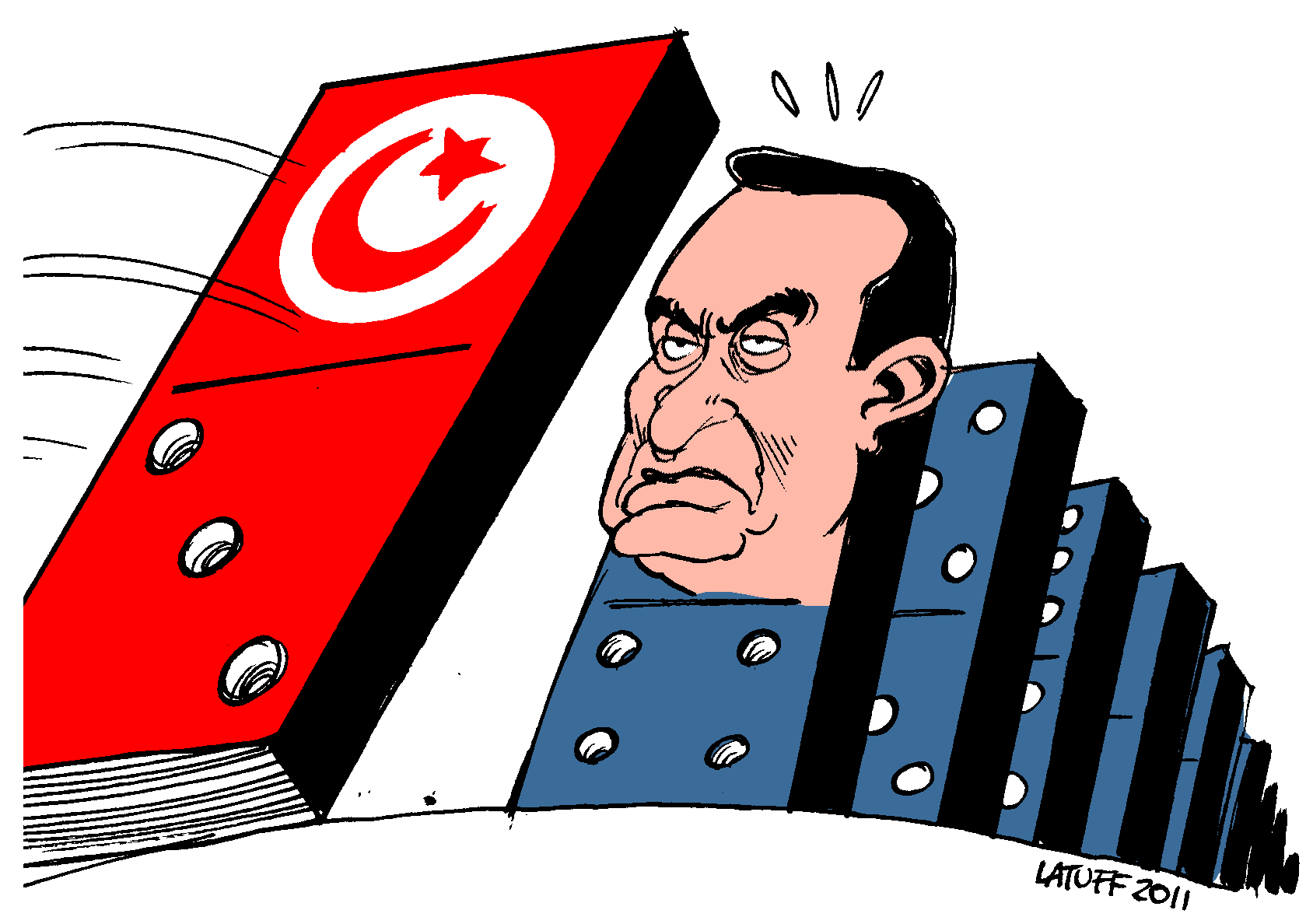
« Le prochain est Moubarak » : caricature montrant l'effet domino de la Révolution tunisienne.
- Personnes fêtant le départ de Moubarak le 12 février 2011 au Caire.

## Après la chute

### Arrestation et hospitalisation
À la suite de ces événements, en Suisse, le Conseil fédéral rend une ordonnance comprenant des mesures correctives, le gel des avoirs et des ressources économiques, à l’endroit notamment de Hosni Moubarak et de son épouse, de ses fils et de leurs épouses, de certains anciens ministres et du frère de l’épouse de Hosni Moubarak, en tant que personnes physiques, entreprises et entités.
Les manifestations continuent au Caire pour exiger son inculpation. Le 10 avril, deux enquêtes sont ouvertes à son égard, l’une concernant sa responsabilité dans les 864 civils tués durant la révolution égyptienne, et l’autre pour corruption. Hosni Moubarak est interrogé à partir du 12 avril. C'est pendant un interrogatoire qu'il est victime d'un malaise engendré par un infarctus, nécessitant son hospitalisation à l'hôpital international de Charm el-Cheikh,. Placé en soins intensifs, il est néanmoins considéré comme mis en détention par la justice, et doit être transféré dans un hôpital du Caire contrôlé par les militaires. D’après le journal égyptien Al-Ahram, il s’agirait cependant d'une simulation, la télévision d'État évoquant elle un refus de s’alimenter. Hosni Moubarak est transféré le 16 avril dans un hôpital militaire, où sa détention est prolongée jusqu'au 15 mai, puis jusqu'au 30.
La Haute cour administrative du Caire le condamne, le 28 mai, à une amende de 23,3 millions d'euros (200 millions de livres égyptiennes), pour avoir donné son accord à la coupure d'Internet et des réseaux de téléphonie mobile à partir du 28 janvier et pendant sept jours consécutifs. Cette condamnation est motivée par les pertes provoquées à l'économie, non par l'entrave aux droits d'expression des idées,.
Alors que des centaines de rues, places, ponts, écoles, jardins portaient le nom d'Hosni Moubarak en Égypte, de très nombreuses débaptisations ont lieu, soit à la suite de pétitions (comme les 10 000 signatures recueillies par les étudiants de l’Institut Moubarak pour le cancer de l’université de Zagazig), soit après un procès, ou simplement par action directe de la part de dirigeants, d'employés municipaux ou d'usagers de ces écoles, rues, places, jardins, ponts, etc. L’hôpital Hosni-Moubarak de Gaza est lui aussi rebaptisé Tahrir. Les chapitres des manuels scolaires concernant le régime de Moubarak sont également retirés.

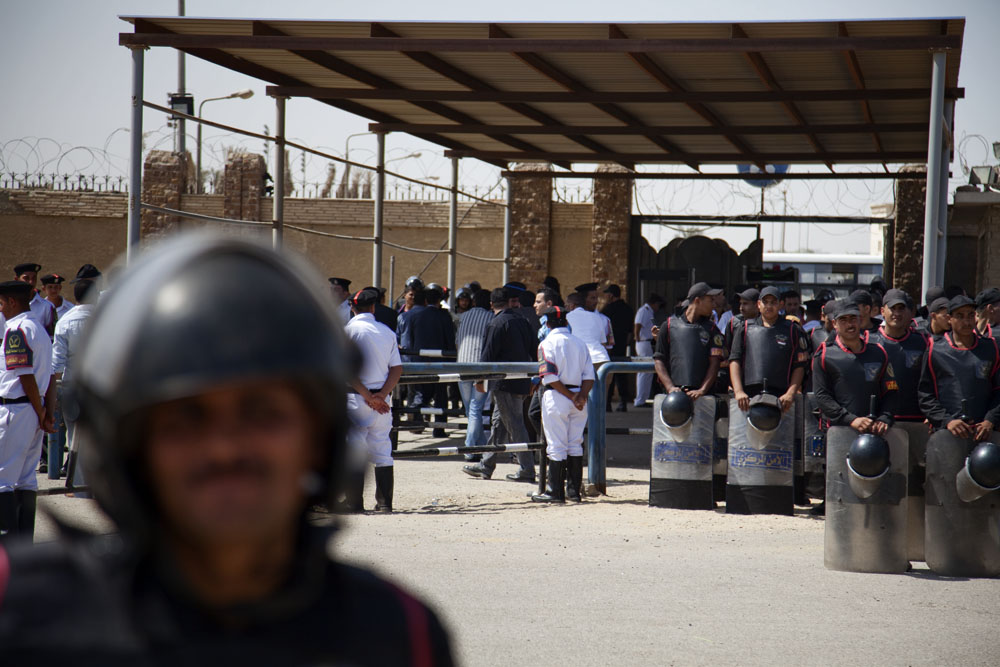
Policiers antiémeutes à la garde en dehors d'un palais de justice du Caire où Moubarak a été condamné à la prison à vie.

Son procès pour « meurtre et tentative de meurtre sur des manifestants, abus de pouvoir et de biens sociaux et atteinte aux intérêts de l'État » lors de la révolution s'ouvre le 3 août 2011. L'ancien président risque alors la peine de mort. Couché sur une civière et semblant très affaibli, il plaide « non coupable » des faits qui lui sont reprochés,. Il est hospitalisé au Caire à l'issue de la première audience, lors de laquelle des heurts ont éclaté entre partisans et opposants à l'ancien président,. Le 5 janvier 2012, le procureur requiert la peine de mort par pendaison à son endroit, estimant que l'ancien président ne pouvait pas ignorer les gigantesques manifestations, et donner l'ordre de tirer à vue en demandant de le condamner pour meurtre avec préméditation.

### Condamnations et emprisonnement
Hosni Moubarak est condamné, en première instance, à la prison à perpétuité, le 2 juin 2012. Il annonce qu'il fera appel de cette sentence. Sa santé fait alors l'objet de nombreuses spéculations ; le 20 juin suivant, des sources proches des services de sécurité égyptiens affirment qu'Hosni Moubarak a perdu connaissance et se trouve sous respiration artificielle à la suite d'une attaque cérébrale,.
Le 21 août 2013, la justice égyptienne ordonne sa remise en liberté conditionnelle. Celui-ci ne peut cependant quitter le territoire égyptien et doit se tenir à disposition de la justice, puisque toujours inculpé pour avoir ordonné la mort de jeunes révolutionnaires.
Il est condamné en mai 2015 à trois ans de prison pour avoir détourné plus de 10 millions d'euros de fonds publics alloués à l'entretien des palais présidentiels.

### Libération
Le 2 mars 2017, il est acquitté pour les accusations de meurtres de manifestants de 2011. Le 24 mars, il est libéré, après avoir terminé sa dernière peine de six ans d'emprisonnement, dans un hôpital militaire.

### Dernières années, mort et inhumation
En septembre 2018, une photo de l'ancien président, qui semble amoindri par la maladie, rencontre un succès sur les réseaux sociaux.
Il meurt le 25 février 2020, à l'âge de 91 ans, à l'hôpital militaire de Galaa au Caire, entouré de sa famille et d'autres proches. La disparition du « dernier raïs déchu », comme le qualifie Le Monde, figure en bonne place dans la presse mondiale, mais Le Figaro relève l’« indifférence » qui l’accompagne. En Égypte, cette nouvelle fait l’objet d’une couverture médiatique nettement supérieure à celle de la mort de Mohamed Morsi en juin 2019, tout en étant tempérée par des impératifs politiques. En effet, la présidence publie un communiqué se limitant à saluer son rôle militaire dans les guerres des Six jours et de Kippour, un aspect qui domine dans les hommages. Sa corruption est elle aussi évoquée alors que le régime du maréchal al-Sissi est considéré comme autant sinon plus autoritaire, corrompu et militarisé que celui d’Hosni Moubarak,,.
Hosni Moubarak fait cependant l'objet de funérailles nationales, auxquelles participe le maréchal Sissi. La cérémonie se tient à la mosquée Maréchal-Tantawi. Le 27 février 2020, l'ancien président est inhumé dans le mausolée familial, à Héliopolis, après avoir reçu des hommages du monde entier[réf. souhaitée].

## Famille

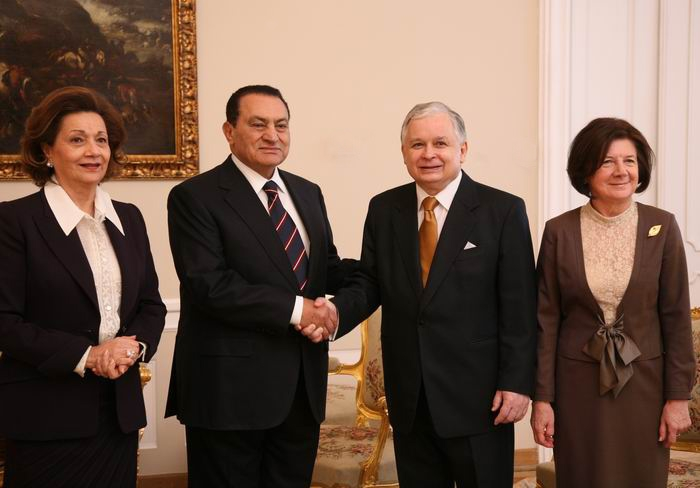
Hosni et Suzanne Moubarak accueillant Lech Kaczyński et son épouse en 2008.

Marié à Suzanne Saleh Sabet (née en 1941), il est père de deux enfants, Alaa et Gamal (né en 1963).
À partir de 2004, il aurait tenté d'imposer Gamal comme son successeur, ce qu'il a toujours nié. Ce désir se serait heurté aux réticences de l'armée. La controverse prend fin avec la nomination d'Omar Souleiman, chef du Gihaz al-Mukhabarat al-Amma, au poste de vice-président de la république arabe d'Égypte le 29 janvier 2011 durant la révolution égyptienne de 2011.
Son petit-fils, Mohammed Alaa Moubarak, meurt à douze ans, le 19 mai 2009, dans un hôpital parisien dans lequel il a été transféré. En deuil, Hosni Moubarak ira jusqu'à annuler une visite prévue à Barack Obama mais n'assistera pas aux obsèques de son petit-fils, très ému par les circonstances.
La levée du gel des avoirs de la famille Moubarak est confirmée par un arrêt de la cour européenne de justice, le 7 avril 2022.

## Décorations

Armoirie de Hosni Moubarak en tant que chevalier de l'ordre du Séraphin.

Décorations égyptiennes
- Collier de l'ordre du Nil
- Collier de l'ordre de la République
- Grand-croix de l'ordre égyptien du Mérite
- Classe majeur de l'ordre de la Vertu

Décorations étrangères
- Grand-croix de l'ordre de Bonne Espérance (Afrique du Sud)
- Grand-croix de l’ordre du Mérite de la République fédérale d'Allemagne
- Collier de l'ordre du roi Abdelaziz (Arabie saoudite)
- Grande étoile de l'ordre du Mérite (Autriche)
- Première classe de l'ordre de la famille de Laila Utama (en) (Brunei)
- Grand-croix de l'ordre de l’Étoile Planina (Bulgarie)
- Première classe de l'ordre du Drapeau national (Corée du Nord)
- Chevalier de l’ordre de l'Éléphant (Danemark)
- Grand-croix de la Légion d'honneur (France)
- Grand-croix de l'ordre national du Mérite (France)
- Collier de l'ordre d'Isabelle la Catholique (Espagne)
- Grand-croix de l’ordre du Rédempteur (Grèce)
- Chevalier grand-croix au grand cordon de l'ordre du Mérite de la République italienne (Italie)
- Médaille de l'ordre de Zulfikar (Iran)
- Première classe de l'ordre de l'étoile d'Indonésie (en)
- Grand cordon de l'ordre du Chrysanthème (Japon)
- Grand cordon de l'ordre de l'aigle royal (en) (Kazakhstan)
- Collier de l'ordre de Mubarak le Grand (en) (Koweït)
- Grand-croix de l'ordre national du Mali
- Collier de l'ordre de l'Aigle aztèque (Mexique)
- Gand-cordon de l'ordre national du Niger
- Première classe de l'ordre de l’Étoile du Népal
- Grand cordon l'ordre national du Mérite (Oman)
- Grand-croix de l'ordre du Mérite de la république de Pologne
- Grand-croix de l'ordre du Christ (Portugal).
- Grand collier de l'ordre de l'Infant Dom Henrique (Portugal)
- Grand-croix de l'ordre du Mérite (Portugal)

- Grand-croix de l’ordre de la reconnaissance centrafricaine (République centrafricaine)
- Chevalier grand-croix de l'ordre de Saint-Michel et Saint-Georges (Royaume-Uni)
- Chevalier de l'ordre des Séraphins (Suède)
- Collier de l’ordre des Deux Nils (Soudan)
- Grand cordon dans l'ordre des Omeyyades (Syrie)
- Grand-croix de l'ordre national du Mérite (Togo)
- Collier de l'ordre de l'État (Turquie)
- Grand cordon de l'ordre de la République (Tunisie)
- Collier de l'ordre 7-Novembre (Tunisie)
- Grand cordon de l'ordre de la République (Yémen)
- Grand-croix de l'ordre du Léopard (Zaïre)

## Fortune
En 2014, la fortune d'Hosni Moubarak et de sa famille est évaluée à neuf milliards de livres égyptiennes (environ 1,2 milliard de dollars américains), par la justice égyptienne.